# CP série 0300
La série 0300 est une ancienne série d'autorails des CP, les chemins de fer portugais. Ils ont été construits aux Pays-Bas dans les années 1950 pour le compte de l'État portugais.
L'autorail 0301 a été transformé en 1992 en autorail VIP, avec la même numération (9 0 94 8 030301) ; l'autorail 0304 a été préservé en état et livrée d'origine, en tant qu'« unité muséologique ». Pour le reste de la série, si deux engins ont été radiés, les 21 autres ont été modernisés et sont devenus l'actuelle série 0350.
L'autorail 0301 a été vendu à Infraestruturas de Portugal et transformé en véhicule d'inspection de caténaire.
Les remorques ont été radiées en 2000.